# Île d'Aix
Cet article concerne l'île. Pour la commune, voir Île-d'Aix.
 (août 2025).
Si vous disposez d'ouvrages ou d'articles de référence ou si vous connaissez des sites web de qualité traitant du thème abordé ici, merci de compléter l'article en donnant les références utiles à sa vérifiabilité et en les liant à la section « Notes et références ».
L’île d'Aix [il dɛks] est une île du Sud-Ouest de la France. Baignée par le golfe de Gascogne, elle est située à 3,1 km à l'ouest-nord-ouest de la pointe de la Fumée, sur la côte charentaise.
Faisant partie de l'archipel charentais, elle est aussi une des quinze îles du Ponant. Elle est localisée à l'ouest de la baie d'Yves, entre l'île d'Oléron (Boyardville) et la ville de Fouras, à l'extrémité nord de l'estuaire de la Charente. Au nord de l'île se trouve le pertuis d'Antioche.
Île-d'Aix (sans article et avec trait d'union) désigne l'entité administrative communale qui se confond avec l'entité géographique de l'île d'Aix (sans trait d'union).

## Toponymie
Autrefois appelée Aia, l'île d'Aix pourrait avoir pour origine un mot saxon : Eia Insula.[réf. nécessaire]
Une forme ancienne est Ais en 1267.
Aix  est un nom commun à plusieurs autres communes et hameaux de France. Il est issu du latin aqua « eau », sous la forme aquis « aux eaux » (ablatif-locatif pluriel). Ce type toponymique désigne souvent des eaux thermales. A. Dauzat classe l'île d'Aix dans cette catégorie.

## Géographie

C'est une petite île de 129 ha environ, qui a la forme d'un croissant ou d'une ancre de bateau (carte à l'envers) de 600 m de large au maximum sur 3 km de long et qui compte environ 7,5 km de littoral. Elle présente un relief plutôt plat, son point culminant étant à 13 mètres d'altitude, sur la côte ouest, entre les deux anciennes batteries des Fougères et du Jamblet.
Sa côte est faite de falaises rocheuses, au sud et au nord, et de plages de sable à l'ouest et à l'est. Située dans l'anse du Saillant, la plus longue est appelée plage aux Coquillages, et s'étend depuis Bois-Joli jusqu'à la pointe de Coudepont. La plage de l'anse de la Croix, au pied du phare, est la plus enclavée et la plus proche du village. D'autres petites plages ponctuent un rivage de rochers au nord.
Sa population est partagée entre le bourg fortifié au sud, le hameau de Bois-Joli, les Petites Maisons en bordure de l'anse du Saillant, et quelques maisons éparpillées vers le nord-ouest. Le tiers de sa surface est couvert par une petite forêt au nord-est, avec quelques constructions disséminées. Au nord se trouve une zone humide appelée le Marais, où paissent des chevaux. Cette partie de l'île est constituée de champs et de prairies. À proximité du bourg, au sud de l'anse du Saillant, sont installées deux exploitations ostréicoles avec leurs bassins. Le site de fort Boyard est rattaché à la commune.

## Accès et circulation
L'accès à l'île d'Aix se fait par voie maritime, l'île étant séparée du continent par un détroit d'environ 6 km. Toute l’année, un service quotidien de bacs transbordeurs assure la traversée, d’une durée de 20 minutes, depuis le port de la Fumée, au nord-ouest de Fouras. Pendant la saison estivale, des croisières sont assurées depuis La Rochelle ou les îles voisines, Ré et Oléron. Ainsi, plus de 250 000 voyageurs transitent, en moyenne, chaque année, entre l’île d’Aix et le continent. C’est le Service Maritime de l’Île d’Aix "Société Aix-Fouras" qui gère ces traversées avec deux bacs : le Pierre Loti et l’Île d’Aix II. L'île est une des escales les plus recherchées de la côte charentaise par les plaisanciers.
La circulation automobile touristique est interdite. Seuls une dizaine de véhicules insulaires sont autorisés à circuler ainsi que des camions et camionnettes transitant par les deux bacs pour assurer les livraisons de marchandises et matériaux.
Les déplacements se font à pied, à vélo, ou en calèche pour les estivants. De nombreux chemins bornés permettent de visiter la campagne, les monuments, et les curiosités etc.

## Biodiversité

### La faune
La faune terrestre est composée de lapins et autres petits mammifères, etc.
De très nombreux oiseaux dont certains venus du continent peuplent l'île ; tourterelles des bois, merles, pigeons, huppes, moineaux, hirondelles et martinets à la belle saison, bergeronnettes, faisans, etc. ainsi que de petites colonies d'oiseaux de mer : mouettes, goélands, cormorans et sternes, tournepierres à collier et autres limicoles, échasses et aigrettes fréquentes les bassins autour des exploitations ostréicoles. De nombreux Tadornes de Belon nichent également sur l'île. Une colonie de bernaches cravant stationne l'hiver sur les vasières de l'île notamment dans l'anse du Saillant.

## Préhistoire
En 1822, l'on a retrouvé un sarcophage avec deux squelettes et un morceau d'épée, datés de l'âge du fer.

## Histoire

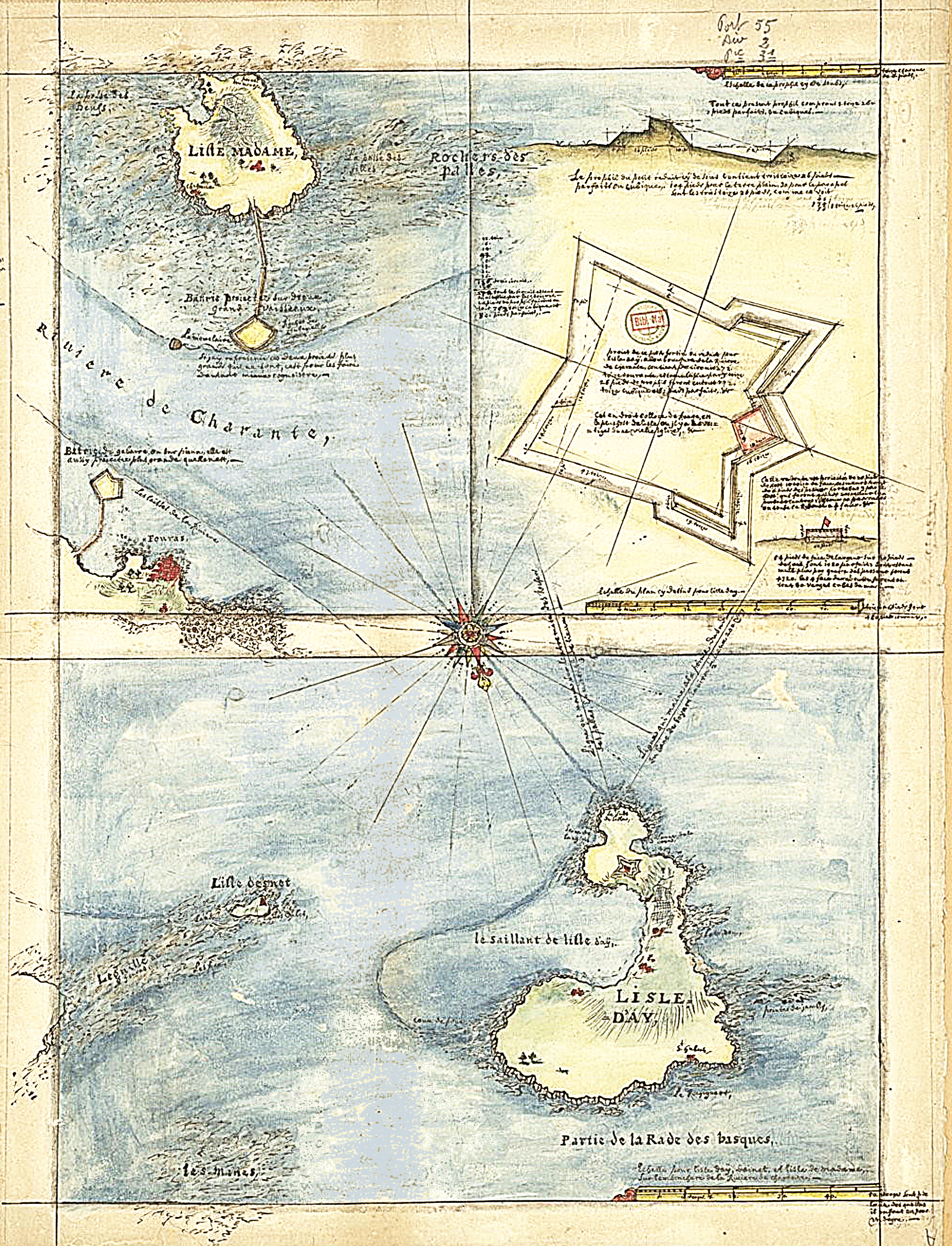
La Favolière (ingénieur) - L'isle Madame, l'isle d'Ay et fortifications, 1672

Les Romains ont laissé des traces de leur passage : des sépultures, découvertes en 1779.
L'île est envahie par les Normands, en 844. Ils pillent, exterminent la population et détruisent le prieuré des Bénédictins, aux Ormeaux[réf. souhaitée].
L'île est cédée par Isambert de Châtelaillon, en 1067, à l'abbaye de Cluny, qui y érige un nouveau prieuré (l'église Saint-Martin), géré par une modeste communauté de prieurs[réf. souhaitée]. Un village va se développer à cette époque autour de cette structure.
Elbe de Châtelaillon reprend l'île après la mort de son père, en 1089, et ne la rend qu'en 1096, sous la pression du duc Guillaume d'Aquitaine et l'excommunication[réf. souhaitée].
Durant les conflits successifs entre la France et l'Angleterre, l'île est mise à sac de nombreuses fois. Pendant deux siècles, elle reste quasi inhabitée[réf. souhaitée].
L'édit de Nantes, en 1598 y stabilise la paix et redonne une vie sociale et agricole à ses quelques habitants.
Les véritables constructions de défenses de l'île ne commencent qu'à la moitié du XVIIIe siècle, sous forme de fortifications, voulues par Louis XV.

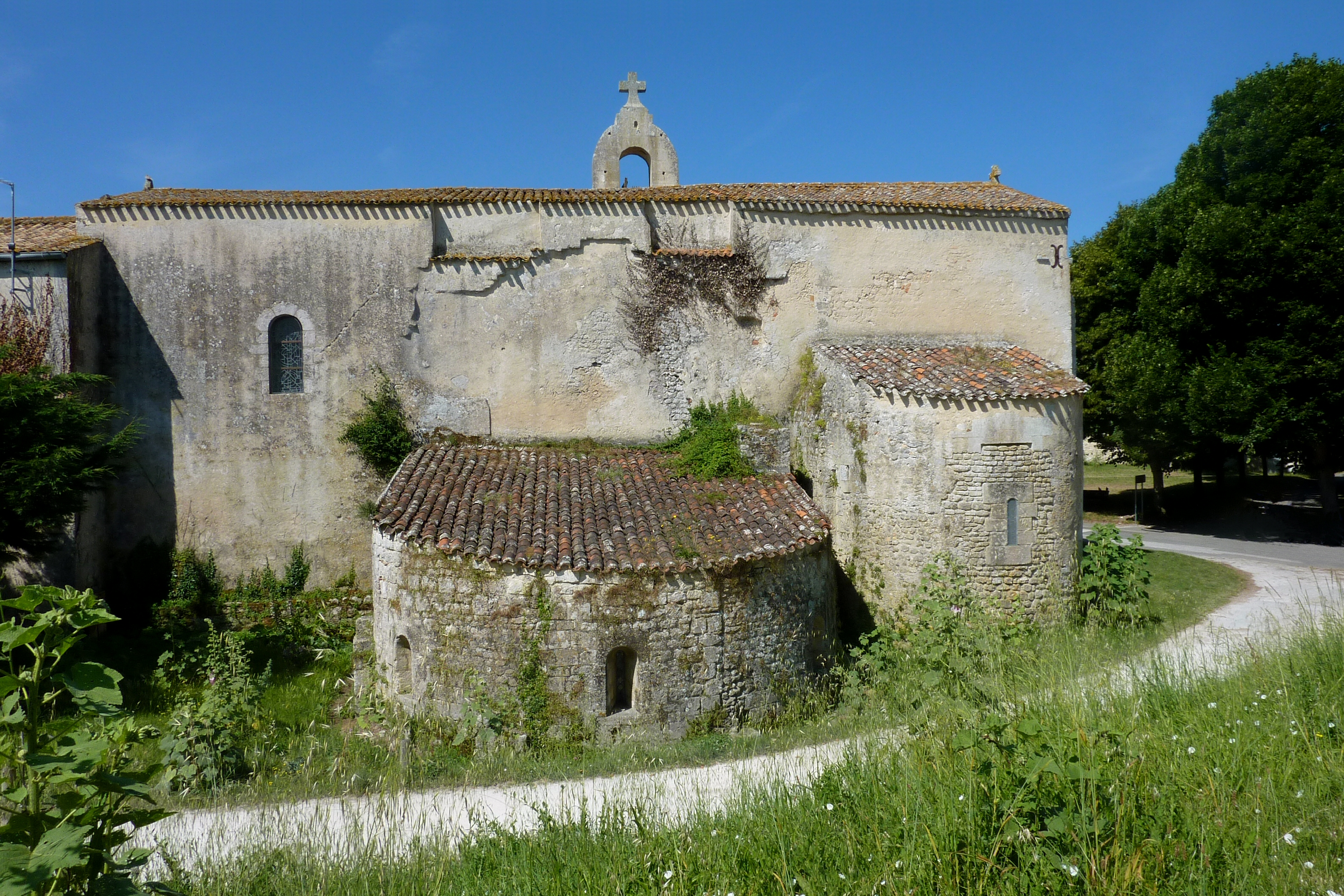
Le chevet de l'église abbatiale Saint-Martin.

Le 20 septembre 1757, les fortifications ne sont pas terminées lorsqu'arrive une flotte anglaise, commandée par l'amiral Hawke, et composée de dix-sept vaisseaux de ligne, de neuf frégates, de deux galiotes à bombes et d'environ soixante-cinq bâtiments de transport montés par 10 000 hommes de troupe. Son objectif est de s'emparer de Rochefort et d'y détruire l'arsenal, mais les Anglais n'osent pas débarquer car les fortifications à l'entrée de la Charente leur paraissent trop fortes. 
Et le 23 septembre, Hawke contraint la faible garnison de l'île d'Aix à se rendre, après avoir détruit par le canon tous les ouvrages de défense. Les Anglais ravagent le donjon et le village, puis partent avec la cloche de l'église, après avoir rasé son clocher[réf. souhaitée]. La flotte anglaise reprend la mer le 1er octobre. En avril 1758, Hawke refait une descente de trois jours sur l'île avec une petite escadre de sept vaisseaux et trois frégates et y détruit les ouvrages de fortification qui viennent d'être reconstruits.
En 1758 après être arrivés dans le port de Rochefort, à la suite du Grand Dérangement (Canada), des réfugiés acadiens sont envoyés sur l'île d'Aix où beaucoup ne survivront pas à la suite de ce long voyage et sont inhumés sur l'île. On y trouve aussi des mariages, baptêmes de ces réfugiés d'Amérique du Nord comme le mariage en janvier 1766 de Gervais Gautreau et de Marguerite Leprince. Une plaque commémorative à l'embarcadère rappelle ce fait et le nom est donné de quai de l'Acadie[réf. nécessaire].
L'île d'Aix se trouvant au cœur de la ceinture fortifiée protégeant la rade de l'arsenal de Rochefort, on y édifie deux forts sous Richelieu, renforcés par Vauban, reliés sur le contour de l'île par une série de batteries, activée en temps de guerre, et prolongés par d'autres forteresses, sur le continent, l'île d'Oléron (fort des Saumonards), et dans le pertuis de Maumusson (fort Louvois).
À cause de l'achèvement, trop tardif, du fort Boyard, la rade reste ouverte et fragile en cas d'attaque, laissant exposés à l'ennemi des vaisseaux mouillés en rade, ou ceux en attente de remonter la Charente. Celle-ci trop peu profonde à cause du tirant d'eau des plus grands navires, oblige ces derniers à décharger une partie de leur cargaison et de leur artillerie.
Aux alentours de 1770, le marquis de Montalembert, propriétaire de la fonderie de Ruelle, qui fabrique des canons pour la Marine Royale sans toucher aucune indemnité, est désavoué par le duc de Choiseul, alors ministre. Il lui présente, en vain, son Mémoire sur les fortifications, et fait construire, à ses frais, une tour d'artillerie fortifiée à l'emplacement de l'actuel fort de la Rade. Ce fort, en avance sur son temps, est équipé des canons ayant les plus forts calibres de l'époque ; sa solidité résiste à toutes les expériences de tirs (les commotions provoquées par les décharges de ces canons ne font pas s'écrouler l'édifice, comme le craignait le ministre), et coûte un peu moins cher que prévu. Ces nouveaux canons, à grande portée, rendent déjà caduc le projet du fort Boyard qui sera construit ultérieurement à mi-distance, entre Aix et Oléron.
Chargé de fortifier l'île d'Aix en 1779, le capitaine en second d'artillerie Pierre Choderlos de Laclos travaille aux Liaisons dangereuses (Lettres LXXX et suiv.) Réf. Michel Delon, P.-A. Choderlos de Laclos : Les Liaisons dangereuses, Paris (Presses Universitaires de France, "Etudes Littéraires"), 1986, pp. 24 et 43.
L'île est marquée par la mémoire des prêtres martyrs de la Terreur. Plus de 800 prêtres de toute la France, prêtres réfractaires ayant refusé de prêter serment à la Constitution, furent concentrés en 1794 dans des conditions abominables sur des navires négriers et sur les pontons de Rochefort pour être déportés en Guyane. Plus de 500 y moururent du typhus et des mauvais traitements ; plus de la moitié ont été enterrés sur l'île d'Aix, les autres sur l'île Madame, toute proche. Ceux de l'île d'Aix sont aujourd'hui dans un ossuaire situé dans la petite église Saint-Martin, devant l'autel[réf. souhaitée].
L'île connaît une intense activité sous le Directoire et le Premier Empire. Le 15 septembre 1798, Magloire Pélage est affecté sur l'île, où sont progressivement rassemblés tous les militaires noirs ou « de couleur ».
En 1801, profitant d'une courte trêve dans la guerre qui oppose la France à l'Angleterre, depuis déjà 9 ans, Bonaparte, Premier Consul, approuve un nouveau projet qui relance la construction d'un fort sur la Longe de Boyard, le banc de sable entre Oléron et Aix. Dès lors, la rade est le site d'une forte activité de petits navires et d'ouvriers. Plus de 60 000 m3 d'enrochements provenant de la pointe de Coudepont côté Nord/Est de l'île d'Aix, sont amenés et déposés, sur le banc de sable de mai 1804 à juin 1809. Le chantier est abandonné après les combats d'avril 1809 et ne reprendra qu'en 1841.
En 1802 y sont déportés des femmes, des enfants et des militaires noirs et de couleur de Guadeloupe et de Haïti[source insuffisante]
En 1815, l'île d'Aix fut le dernier séjour de Napoléon Ier avant son exil à Sainte-Hélène.

### Les fortifications

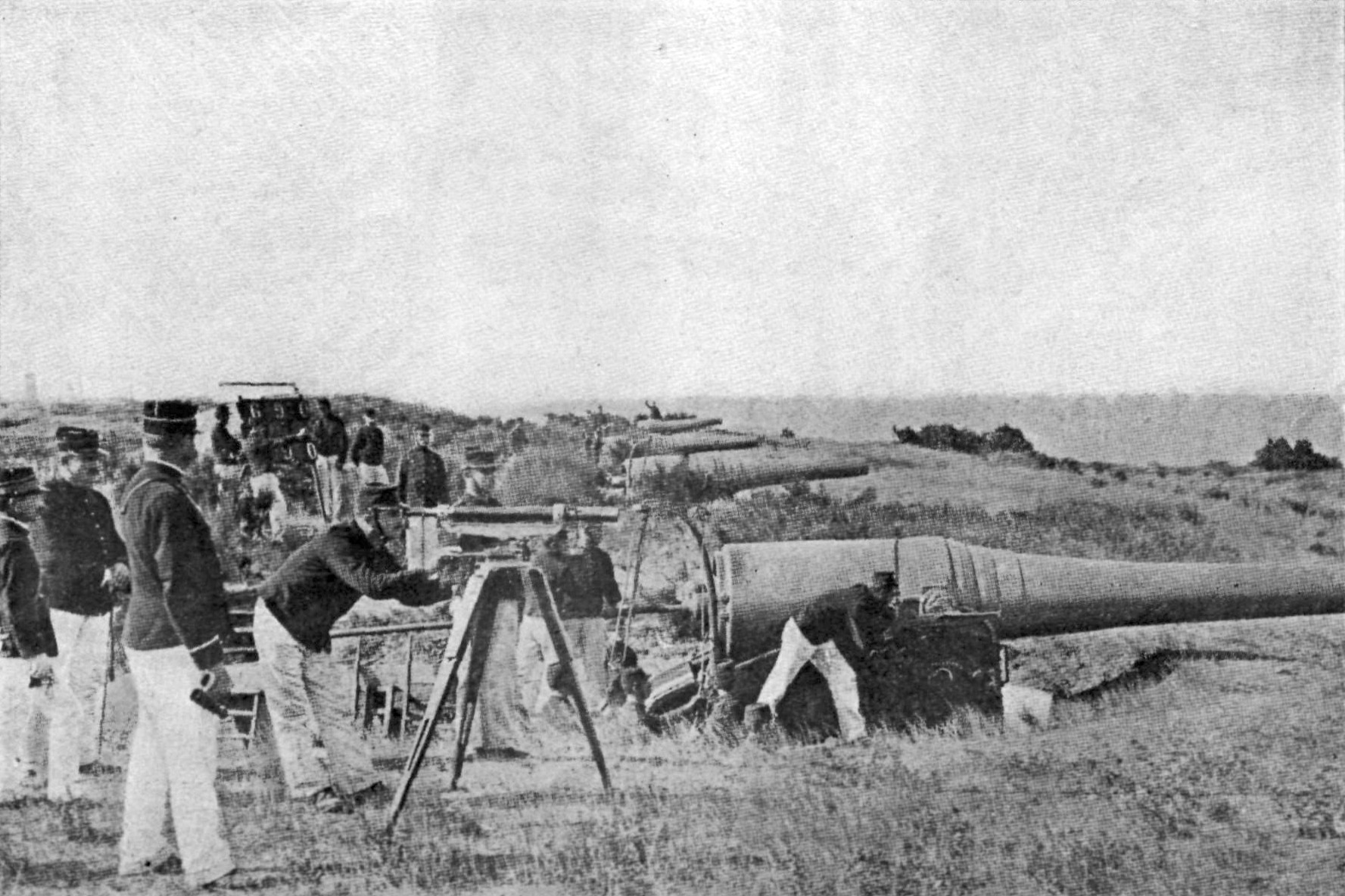
Batterie de Jamblet à la fin du XIX (canons de 24 cm modèle 1876 sur affût modèle GPC).

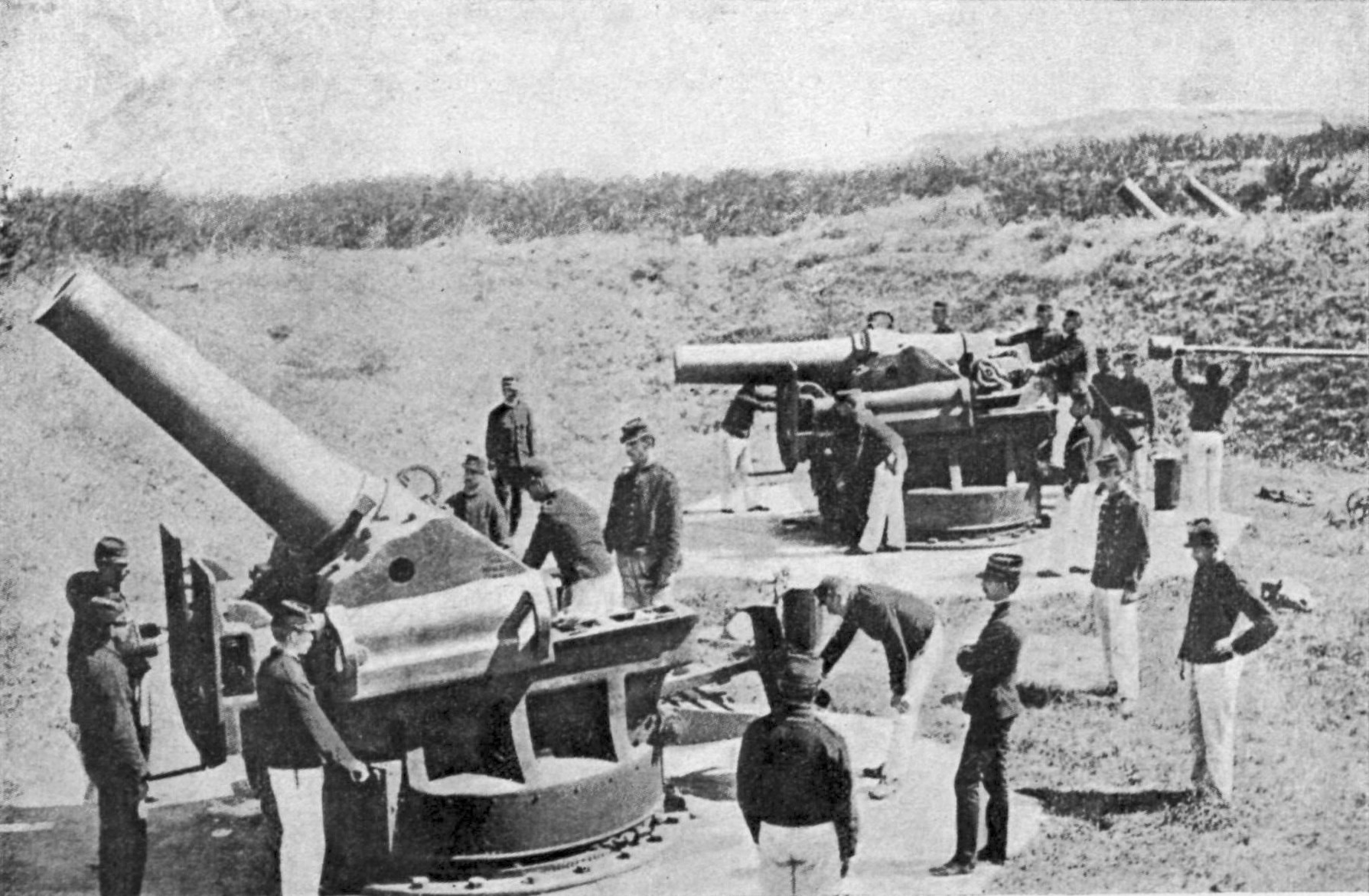
Batterie de la Tente, mortiers de 270 Mle 1889 sur affût G.

L'île fait partie de la ceinture de protection de Rochefort, avec Ré, au Nord, et Oléron, au Sud. Elle est composée de forts, de batteries et de murailles.
Sur l'île :
- Le fort de la Rade (l'actuel : 1810/1814, le premier : 1692/1704, le deuxième : 1778/1779), entouré de fossés, à la pointe Sud avec accès par un pont ;
- Le bourg intramuros, séparé du fort au Sud, et du reste de l'île, au Nord, par des fossés ;
- La batterie de la Force, en remontant la côte Ouest ;
- La batterie du Moulin ;
- La batterie de Tridoux ;
- La batterie de Bois-Joly ;
- La batterie de Jamblet, dont une casemate est aménagée en musée ;
- La batterie de Fougères ;
- La batterie du Parc, au coude Nord-Ouest ;
- La batterie de la Tente ;
- La batterie Saint-Eulard ;
- La batterie de Rechignard ;
- Le fort Liédot (ancien fort de la Sommité), construit dans le bois au Nord de l’île ;
- La batterie du fort de Coudepont, sur la pointe Est de l'île (propriété privée).

Autour de l'île :
- Le fort Énet (commune de Fouras), au bout de la presqu'île d'Énet entre la pointe de la Fumée (Fouras) et l'île d'Aix ;
- Le fort Boyard, sur un banc de sable entre Boyardville et l'île d'Aix, est cadastré sur l'île d'Aix.

En 1880, des ossements de prêtres réfractaires des pontons de Rochefort sont trouvés lors de travaux sur les batteries de Jamblet et de Tridoux. Ils sont transférés dans la crypte de l'église Saint-Martin, puis dans le maître-autel.

### La bataille de l'île d'Aix

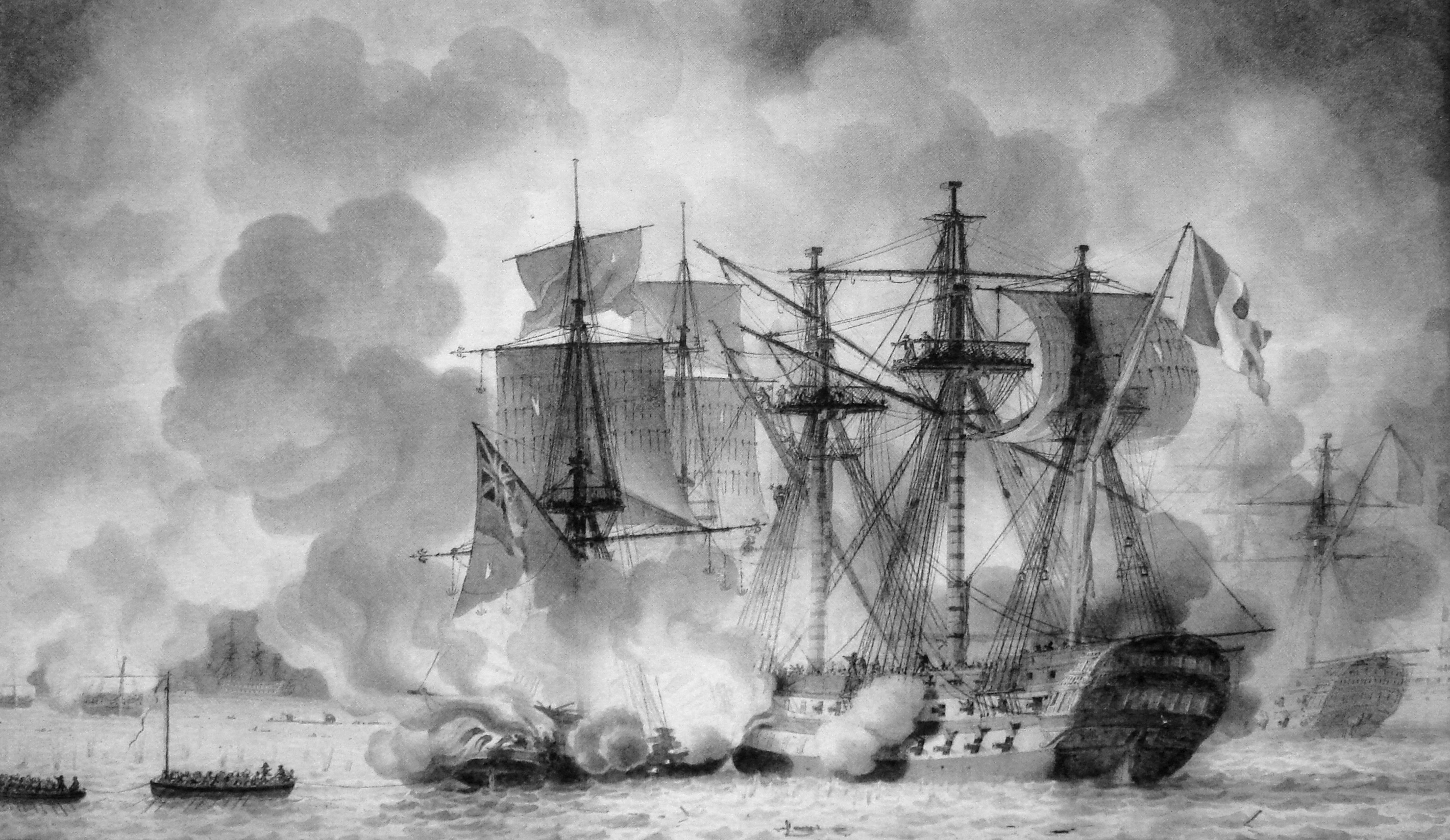
Les vaisseaux français aux prises avec les brûlots ennemis, le 11 avril 1809 au soir. Peinture de Louis-Philippe Crépin.

Les 11 et 12 avril 1809, à l'aide de brûlots, les Anglais attaquent la flotte (11 vaisseaux et 4 frégates) du vice-amiral Zacharie Allemand, au mouillage devant l'entrée de la Charente, alors que celle-ci s'apprêtait à prendre la mer pour apporter du renfort aux Antilles encore possession de la France.
C'est un désastre pour la flotte de l'Empereur qui perd quatre vaisseaux et une frégate.

### 1815: embarquement pourSainte-Hélène

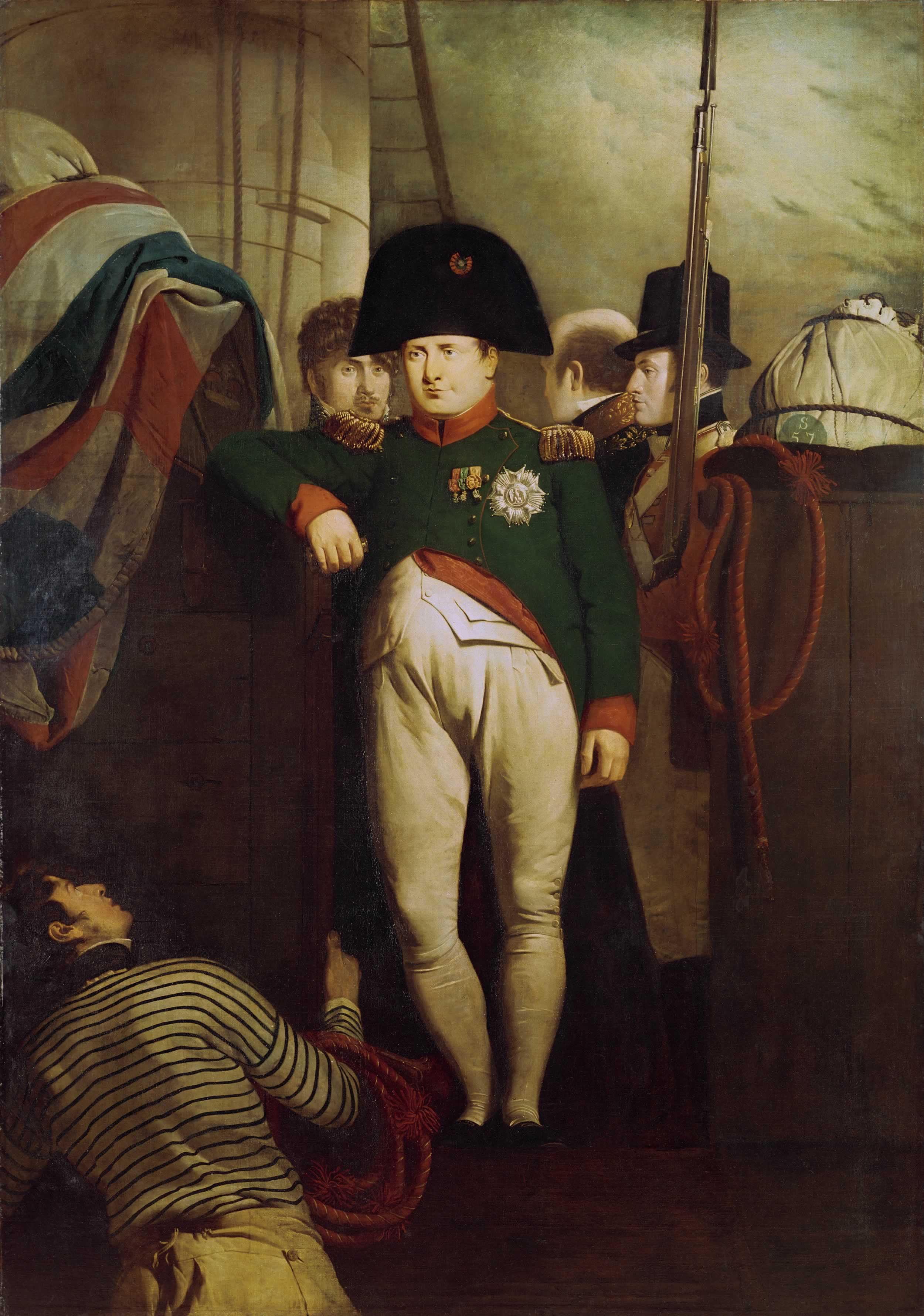
Napoléon à bord du Bellerophon, par Charles Lock Eastlake, en 1815.

En juillet 1815, après la défaite de Waterloo, Napoléon croit encore pouvoir fuir aux Amériques et, c'est ainsi qu'il part du château de Rueil, en fiacre, avec son aide de camp, pour rejoindre Rochefort, où il passe la nuit pour, ensuite, aller à Fouras, sur la plage sud,.
Dans la rade, il aperçoit deux frégates françaises : la Saale et la Méduse. Au large se trouve aussi une flotte britannique, qui ferme la rade de l'île d'Aix. Plusieurs projets sont élaborés pour permettre à l'Empereur déchu d'échapper à ce blocus, mais il y renonce. Il décide alors de monter à bord de la Saale, et de gagner l'île d'Aix, le 9 juillet 1815. Le 10 juillet, il envoie deux émissaires sur un des navires anglais, le Bellerophon pensant y trouver  l'amiral Hotham. Ils y rencontrent en fait le commandant Maitland,.
Après plusieurs jours de réflexion, Napoléon choisit, le 14 juillet, de se rendre et rédige une lettre au commandant Maitland. À l'aube du 15 juillet, Napoléon embarque avec quelques proches à bord d'un brick français L'Épervier, positionné à Boyard et commandé par Olivier Jourdan de La Passardière. Il y est accueilli avec émotion par l’équipage, et le navire se dirige à sa demande vers le Bellerophon. Napoléon et sa suite sont finalement pris en charge par un canot anglais venu à la rencontre de L'Epervier. Il monte à bord du Bellerophon qui va l'emmener sur le chemin de l’exil,,.
La maison où il avait séjourné, celle initialement destinée au commandant militaire de l'île, est transformée en musée par le baron Gourgaud dans les années 1930. Le lit de 1815 est toujours présent ; à noter la présence d'un portrait de Napoléon en roi d'Italie par Andrea Appiani.

## Climat
L'île d’Aix a un climat océanique aquitain. Cependant, elle est exposée aux vents et tempêtes venant de l’ouest. En décembre 1999 la tempête Martin a abattu une partie des arbres du village. En 2015, les digues ouest ont été dégradées par les tempêtes successives[réf. nécessaire].

## L'île d'Aix en chanson
- Le groupe rochelais Coup d'marron dédie un titre de son album Atoll à terre à l'île d'Aix, en 2007[14].
- En 2004, un autre groupe de Charente-Maritime, Les Binuchards, avait consacré une chanson à l'île d'Aix, dans l'album La Part des Anges[15].
- En 2018, le rappeur Emix enregistre un titre sur l'île d'Aix[16].
- Michel Lefort, sur son disque "Terre de Sienne Brûlée", consacre l'un de ses titres, Île, à la vie et l'ambiance de l'île d'Aix sur laquelle il a commencé sa carrière artistique.